# Синергия (университет)
Университет «Синерги́я» (Московский финансово-промышленный университет «Синергия») — российское частное высшее учебное заведение, основанное в 1995 году в Москве. Юридическое наименование — Негосударственное образовательное частное учреждение высшего образования «Московский финансово-промышленный университет „Синергия“».
В 2023 году МФПУ «Синергия» стал крупнейшим университетом России по количеству студентов и иностранных студентов.
Университет готовит специалистов по 21 направлению магистратуры, 12 направлениям специалитета, 29 направлениям бакалавриата, 34 специальностям среднего профессионального образования, 30 научным специальностям в аспиранутре на 53 кафедрах и 38 факультетах.
По итогам мониторинга качества высшего образования, проведённого Министерством образования и науки Российской Федерации в декабре 2012 года, университет был признан эффективно работающим вузом, а также повторно — в октябре 2013 года.

## История
История университета начинается с 1995 года, с основания членом-корреспондентом РАО Ю. Б. Рубиным Московской высшей банковской школы, реорганизованной в 1998 году в Московский международный институт эконометрики, информатики, финансов и права (ММИЭИФП), в котором в 2000 году обучались порядка 8 тыс. человек.
С 2001 года магистерские программы бизнес-школы университета имеют аккредитацию AMBA, всего аккредитация была пройдена шесть раз, актуальный сертификат получен в 2016 году. В 2003 году вуз стал членом Европейского фонда развития менеджмента под англоязычным названием «Sinerghia» (в 2017 году был исключён из членов фонда).
В 2005 году ММИЭИФП был преобразован в Московскую финансово-промышленную академию. С 2005 года студентами университета ежегодно становились около 15 тыс. человек.
В 2009 году Московская финансово-промышленная академия стала первым российским вузом, который получил аккредитацию Европейского фонда по обеспечению качества обучения в E-learning.
В 2010—2011 году порядка 20 тыс. человек ежегодно становились студентами Московской финансово-промышленной академии, которая в 2011 году получила государственную аккредитацию по виду «университет» и была переименована в Московский финансово-промышленный университет «Синергия».
С 2013 по 2017 год университет «Синергия» активно поглощал в регионах небольшие вузы, потерявшие лицензии и интенсивно рос. Университет активно пропагандировал перевод студентов из других вузов, в том числе потерявших аккредитацию.
В 2016 году студенты Архангельского института управления, лишённого лицензии, массово получали сообщения с предложением продолжить обучение в «Синергии» через социальные сети. Один из руководителей крупного вуза, имевшего претензии Рособрнадзора рассказывал про сотрудников «Синергии»: "Они ездили по регионам, предлагали деньги директорам, чтобы те уговорили студентов, которые могли остаться на улице, перейти в «Синергию».
К 2017 году общее количество студентов МФПУ «Синергия» превысило 50 тыс. человек, в университет была переведена значительная часть студентов из лишившихся государственной аккредитации и распущенных Современной гуманитарной академии, Московской академии предпринимательства, Университета Натальи Нестеровой, Московского института предпринимательства и права, Московского технологического института, Социально-экономического института, Гуманитарно-экономического и информационно-технологического института, Вятского социально-экономического института, Архангельского института управления.
В 2017 году МФПУ «Синергия» одними из первых в России запустил программу «Стартап как диплом». Программа предусматривает защиту дипломной работы на примере бизнес-проекта, оформленного как действующее юридическое лицо. Проект может быть выполнен как одним студентом, так и группой студентов.
В 2017 году в университет первым в России открыл факультет интернет-профессий, на котором проводится обучение по специальностям «Разработка компьютерных игр», «Разработчик приложений и программного обеспечения», «Программист, гейм-дизайнер» «Киберспорт», «Таргетолог». В том же году, после того как аккредитации был лишён Московский институт телевидения и радиовещания, в «Синергии» был создан факультет театра, кино и телевидения.
В 2019 году МФПУ стал участником национального проекта «Малое и среднее предпринимательство и поддержка индивидуальной предпринимательской инициативы», в рамках которого университет выиграл конкурс Минэкономразвития и получил на популяризацию предпринимательства и разработку программ более 1 млрд руб.
В 2020 году в университете открыт факультет анимации со специальностями «Авторская и коммерческая анимация», «Художник анимации и компьютерной графики», «Анимация и графика».

## Деятельность
По данным «Российской газеты», в 2021 году образовательный процесс вёлся на 24 факультетах по 91 программе магистратуры, 198 программам бакалавриата, и более чем 500 программам профессиональной переподготовки и повышения квалификации. При университете работает колледж, в котором по состоянию на 2021 год образовательный процесс вёлся по 35 программам среднего профессионального образования.
По официальным сведениям, в 2020—2021 учебном году в университете проходили обучение 76 594 учащихся, из которых по программам высшего и среднего профессионального образования — 35 594 человека, по программам профессионального обучения — более 14 000 человек, по программам повышения квалификации — более 18 тысяч, по программам профессиональной переподготовки — 9 тысяч человекк.
В 2021 году в университете обучались студенты из 89 стран, из них 75 — страны дальнего зарубежья и 14 — страны бывшего СССР. По состоянию на 2021 год МФПУ «Синергия» занимал третье место в России по количеству иностранных студентов — 7008 человек, опередив занявшую четвертое Высшую школу экономики.
Университетом заключены соглашения об академическом сотрудничестве, академическом обмене и программах двойного диплома с 63 иностранными вузами Великобритании, США, Китая, Индии, Великобритания, США, Турции, Сербии, Малайзии. Программы академического сотрудничества подразумевают совместную научную деятельность и разработку образовательных программ. Студенты, проходящие обучение по программам двойного диплома, проходят одну часть обучения в России, вторую — в иностранном партнерском вузе, после завершения обучения выпускники получают два диплома — российский и вуза-партнера.
В 2023 университет занял 1 место в списке крупнейших университетов России и 1 место в России по количеству иностранных студентов, по данным Мониторинга Министерства науки и высшего образования РФ в университете в 2023 году обучались 43 222 и 15 006 чел. соответственно.

## Репутация и рейтинги
В 2015 году выпускники университета заняли 5-е место в официальном рейтинге зарплат выпускников вузов РФ, получивших IT-специальности.
В 2016 году МФПУ «Синергия» занял первое место в рейтинге программ управленческого образования и пятое место в рейтинге программ повышения квалификации Аналитического центра «Эксперт».
В 2020 год университет вошел в рейтинг QS EECA University Rankings 2020/21 в группу 351—400.
В 2021 году университет занимал 58-е место в рейтинге UniRank Top Universities in Russia 2021 (учитывает 375 из 724 российских вузов) и 2353 место во всемирном рейтинге UniRank World University Rankings 2021 (учитывает 13 600 вузов из 200 стран мира).
В 2021 год в рейтинге предпринимательских программ Национального рейтинга университетов «Интерфакса» университет «Синергия» занял первое место с образовательными программами «Предпринимательство» и «Международное предпринимательство»).
В 2022 году университет занял 3 место в рейтинге лучших российских вузов по востребованности студентов по версии HeadHunter.
По итогам 2023 года университет занял третье место в рейтинге крупнейших организаций EdTech-рынка с выручкой 8,874 млрд руб.

## Международное сотрудничество
В 2016 году в МФПУ «Синергия» поступили первые 50 студентов из дальнего зарубежья — Республики Сьерра-Леоне, после чего в университете появился визовый отдел и отдел сопровождения.
По данным Министерства науки и высшего образования РФ, в 2022 году университет занимал третье место в России по числу иностранных студентов, первое место занимал РУДН, второе — Казанский университет.
В 2022 году в МФПУ «Синергия» поступили 1368 иностранных студентов, в совокупности в 2022 году в университете обучались порядка 12 тысяч иностранных студентов по длительным программам обучения и около 20 тысяч человек — на краткосрочных курсах. Всего в университете «Синергия» обучаются студенты из 92 стран мира, наибольшее количество — из Узбекистана, Сирии, Пакистана, Ирана, Нигерии, Египта, Алжира, Турции, Шри-Ланки, Афганистана.
По состоянию на 2022 год МФПУ «Синергия» имел 92 подписанных меморандума о партнёрстве с иностранными ВУЗами, в рамках которых происходит обучение студентов, обмен преподавателями, проведение научно-исследовательских работ и тематических конференций.

## Филиал МФПУ «Синергия» в ОАЭ
В 2013 году Университет «Синергия» открыл филиал в Дубае — Synergy University Dubai, где получил государственную лицензию на право ведения образовательной деятельности, аккредитацию Международной ассоциации МВА, а также лицензию Knowledge and Human Development Authority of Dubai, став первым российским вузом, аккредитованным правительством Объединённых Арабских Эмиратов.
В 2022 году в Synergy University Dubai можно было получить образование на трёх программах бакалавриата (Мировая экономика и устойчивое развитие, Инновационное предпринимательство, Менеджмент в гостиничном и ресторанном бизнесе) и на двух программах магистратуры (Мировая экономика, Менеджмент в гостиничном и ресторанном бизнесе), а также пройти обучение в Школе бизнеса по программам Synergy Executive MBA, MBA Women’s Leadership. Выпускники филиала получают международный диплом очного высшего образования, который действует во всех странах мира.

## Награды и премии
Премия Правительства РФ за образовательные и учебные пособия в области конкуренции и предпринимательства (2008 год).
Премия Министерства науки и образования РФ «За вклад в развитие предпринимательского образования в РФ» (2012 год).

## Структура
Университет «Синергия» является крупнейшим в России частным высшим учебным заведением по количеству студентов и доходам.
Обучение ведётся на 24 факультетах по 91 программе магистратуры, 198 программам бакалавриата, университет имеет филиалы в четырёх регионах РФ в городах Ноябрьск, Омск, Черкесск и Элиста, и филиал в эмирате Дубай (ОАЭ), являющийся единственной российской образовательной организацией, в которой проводится обучение бакалавров и магистров по специальностям «экономика», «менеджмент», «юриспруденция» и «информационные технологии». Университет развивает технологии обучения через интернет.
- Факультет бизнеса
- Факультет управления
- Факультет экономики
- Факультет информационных технологий
- Факультет спортивного менеджмента
- Факультет физической культуры
- Юридический факультет
- Факультет банковского дела
- Факультет лингвистики
- Факультет психологии
- Факультет дизайна
- Факультет рекламы
- Факультет Интернета
- Факультет event-менеджмента
- Факультет театра, кино и телевидения
- Факультет гостиничного и ресторанного бизнеса
- Факультет игровой индустрии и киберспорта
- Медицинский факультет

В университете работает Центр подготовки волонтёров для спортивных соревнований, в числе проведённых мероприятий — Олимпийские Игры в Сочи 2014 года и Чемпионат Мира по футболу 2018 года.

## Руководство
- Рубин Юрий Борисович — основатель университета, доктор экономических наук, профессор, член-корреспондент Российской академии образования, ректор университета с 1995 по 2019 год.
- Лобов Вадим Георгиевич — основатель университета, кандидат экономических наук[38], президент корпорации «Синергия»[39].
- Васильев Артём Игоревич — ректор университета с 2019 года, кандидат экономических наук, до 2019 года — проректор университета.

## Общественные проекты
С 2015 года университет является сопродюсером и генеральным партнёром Недели российского кино в Великобритании.
В 2016 году под эгидой Россотрудничества с целью продвижения русского языка и культуры университет реализовал культурно-гуманитарный проект «Русские гуманитарные экспедиции». Проект прошёл в Греции, Сербии, Чехии, Португалии и др. (всего 9 стран).
В 2016 году университет выступил организатором военно-исторической реконструкции «Брусиловский прорыв» в подмосковной Кубинке в честь 100-летнего юбилея военной операции времён Первой мировой войны, в 2017 году там же — реконструкции «Штурм Берлина» (мероприятие было отмечено международной премией Eventex), а в 2018 году — реконструкции «Взятие Парижа», посвящённой финальной стадии войны 1812 года.

## Организация мероприятий
Университет ежегодно организует SGF («Synergy Global Forum») — форум для предпринимателей и топ-менеджеров, в числе спикеров которого в Нью-Йорке в 2017 году присутствовали Ричард Брэнсон, Джордан Бэлфорт и основатель Википедии Джимми Уэйлс. Также форум проводится в Москве и Казахстане.
Университет и школа бизнеса «Синергия» являются партнёром образовательного форума «Трансформация», который проводился в 2017, 2018, 2019 году Правительством Москвы. В 2017 году мероприятие посетили порядка 20 тысяч предпринимателей. В 2017 году за организацию и проведение мероприятия Департамент науки, промышленной политики и предпринимательства Москвы заплатил «Синергии» 18 млн рублей.
Университет «Синергия» и школа бизнеса являются организаторами других мероприятий, среди которых: Synergy Insight Forum, Synergy Women Forum, Synergy Art Forum, Synergy Digital Forum.

## Защита репутации в суде

#### Досудебная претензия к блогеру Александру Горбунову
В 2020 году университет «Синергия» направил досудебную претензию инвалиду-колясочнику и блогеру Александру Горбунову с требованием удалить два ролика из YouTube-канала Горбунова. В роликах, которые потребовал удалить университет, блогер говорил о том, что ранее университет получил более 1 млрд рублей из бюджета на популяризацию предпринимательства, и о том, что университет «Синергия» ранее был оштрафован за незаконный сбор отпечатков пальцев у школьников.
Претензии университета касались озвученной блогером информации, ранее опубликованной в российских СМИ. О выделении более 1 млрд рублей из бюджета на пропаганду бизнеса и популяризацию предпринимательства сообщал портал Рамблер/новости, «Коммерсантъ», ТАСС, «Деловой квартал». О незаконном сборе «Синергией» отпечатков пальцев у школьников и последующем наложении штрафа на университет в 2019 году сообщал «Коммерсантъ», а в 2020 году — «Ведомости».
В претензии, направленной блогеру, университет «Синергия» угрожал блогеру уголовным преследованием по ст. 128.1 УК РФ (клевета), а также предъявлением иска на сумму 5 млн рублей.

## Резонансные события

#### Выдача справок для уклонения от мобилизации
В октябре 2022 года СМИ сообщили о том, что в университете «Синергия» были выявлены сотрудники, продававшие справки, которые дают право отсрочки от призыва на военную службу в рамках частичной мобилизации. Издание РБК со ссылкой на агентство «Москва» сообщило о том, что было установлено более 800 фактов выдачи фиктивных справок, позволяющих избежать мобилизации. Стоимость одной справки составляла 180 тысяч рублей. Руководство университета совместно с правоохранительными органами выявило сотрудников, продавших справки; в отношении них были возбуждены уголовные дела по части 3 ст. 159 УК РФ. В университете и по месту жительства подозреваемых были проведены выемки документов и обыски.

#### Отказ семье Тепляковых в приёме в университет
В июле 2022 года отец девятилетней Алисы Тепляковой подал документы для поступления дочери и восьмилетнего сына Хеймдалля в университет «Синергия». Отец подал документы для поступления девятилетней Алисы сразу на пять факультетов: менеджмент — управление проектами, банковское дело, информационные системы и технологии, педагогическое образование. Документы восьмилетнего сына Евгений Тепляков подал для поступления на факультеты общего менеджмента — управления проектами, бизнес-информатику, экономику. Алиса Теплякова в восемь лет сдала ЕГЭ и поступила на платное обучение на факультет психологии МГУ в 2021 году. После драки Евгения Теплякова с заведующим кафедрой Алиса не посещала занятия в МГУ.
Университет «Синергии» отказал в приме Тепляковых на платное отделение. Ранее Алиса не смогла сдать испытательный экзамен на бюджетные места и Евгений Тепляков подал документы для платного обучения. В приёме детей для обучения и заключении договора Тепляковым было отказано. Ректор ВУЗа Артём Васильев мотивировал свой отказ тем, что студенты проходят стажировку с первого курса, а трудовой кодекс разрешает детям работать только с 14 лет. Кроме того, Васильев обратился в Министерство науки и высшего образования РФ с предложением рассмотреть возможность изменений в Федеральный закон «Об образовании» и определить законодательно, что поступление в высшие учебные заведения возможно только с 15 лет. Ранее стало известно, что Тепляковым отказал в поступлении Московский инновационный университет.
После получения отказа в приёме детей в университет, отец детей — Евгений Тепляков оскорбительно отозвался о ректоре университета и самом университете в социальных сетях, после чего университет направил Теплякову досудебную претензию с требованиям удалить оскорбительные материалы и оставил за собой право обратиться в суд за распространение заведомо ложной информации, а также публичные оскорбления.

#### Сюжет на телеканале Россия-1
В феврале 2012 года по телеканалу Россия-1 в передаче «Вести недели» был показан видео-репортаж «Тьма знаний», рассказывающий и про деятельность МФПУ. В частности, в интервью с журналистом Борисом Соболевым студент МФПУ рассказывает про покупные экзамены, что также подтверждается с помощью скрытой съёмки. Цитата из интервью студента:
Пересдача у нас платная — 750 рублей один экзамен стоит. А в среднем в сессии 10-12 предметов. То есть в районе десяти тысяч студент раз в полгода должен выложить. И гарантированная пересдача. Там стоит программа, которая прошита так, что даже можно прийти, не зная вообще, какой предмет ты будешь сдавать. И можно, как мартышка, понажимать на любые кнопки, и гарантировано будет зачёт.студент 301 группы Вячеслав Парасюк
Сам же университет ответил на репортаж, заявив, что большая часть его — это «умелый монтаж».
Жаль, что люди такой уважаемой профессии опускаются до искажения фактов и подобных смонтированных сюжетов.
Позже в сети появился ролик производства «Синергия ТВ», в котором тот же студент опровергал сказанное репортёру. В дальнейшем Вячеслав Парасюк так прокомментировал ситуацию:
На следующий день после выхода в эфир этой передачи меня сразу же встретили охранники, обыскали всего, отняли всё у меня электронное, отключили мобильный телефон. Когда мы остались наедине с деканом, она мне с улыбкой выложила приказ об отчислении, то есть с утра они его напечатали и бумажку в военкомат. Мне сказали, что заберут в армию. Я был очень напуган, ошарашен
Мне на самом деле очень жаль, что так получилось. Меня вынудили, мне очень неудобно, что я наговорил про ваш канал. Ещё раз хочу сказать: то что было снято, все мои онлайн экзамены — это всё правда, то есть правда, что такая программа у них там прошитая стоит, что всегда сдаёшь зачёты, зная или не зная ничего, то есть зачёт стоит 750 рублей.
Борис Соболев в программе «Вести недели» от 18 марта 2012 года сообщает о нарушениях вузом закона об образовании, в частности о приёме студентов без результатов ЕГЭ. Журналисты приводят разговор по поводу поступления с менеджером приёмной комиссии, в котором он говорит: «… Значит, смотри: тебе вообще ничего не нужно делать. В принципе, тебе ничего не нужно делать. Разбираемся с деньгами, ты едешь домой, всё. <…> Без всяких тестов, без всяких ЕГЭ. <…> Ты гарантированно поступаешь». Журналисты говорят, что подобная схема используется для «легализации» незаконных мигрантов.